# Howard Koch
Howard Koch (* 12. Dezember 1901 in New York City; † 17. August 1995 in Woodstock, Ulster County, New York; Pseudonym: Peter Howard) war ein amerikanischer Drehbuchautor.

## Leben
Koch wurde berühmt mit der Adaption von H. G. Wells’ Science-Fiction-Roman Krieg der Welten, der von Orson Welles 1938 am Halloween-Vorabend als Hörspiel für CBS inszeniert wurde. Seitdem galt Koch als einer der profiliertesten Drehbuchautoren der amerikanischen Theater- und Filmgeschichte.
Kochs Spezialität war die Bearbeitung schwieriger literarischer Stoffe, die durch die Umsetzung auf das Medium Film nichts von ihrer Intensität verloren. Für das Drehbuch zu Casablanca bekam Koch zusammen mit seinen Co-Autoren, den Brüdern Julius J. und Philip G. Epstein, einen Oscar.
1951 wurde Koch vor dem Senatsausschuss für unamerikanische Umtriebe von den Filmproduzenten Harry M. und Jack L. Warner schwer belastet und geriet hierdurch auf die berüchtigte Schwarze Liste der amerikanischen Filmindustrie, was einem Berufsverbot gleichkam. Hauptvorwurf war Kochs Drehbuch zu dem Film Botschafter in Moskau (1943), das den Stalinismus in einem positiven und recht romantisierten Licht darstellte. Ausgerechnet Jack und Harry Warner waren die Auftraggeber für Kochs Arbeit gewesen, da nach damaliger Aufforderung von US-Präsident Franklin D. Roosevelt im Zuge des Zweiten Weltkrieges das Image der alliierten Sowjetunion bei der amerikanischen Bevölkerung durch solche Filme aufgewertet werden sollte.
In den folgenden zehn Jahren konnte Koch in den USA nur ein einziges Drehbuch (The Intimate Stranger; 1956) unter dem Pseudonym Peter Howard verkaufen, obwohl er zuvor unter genau diesem Decknamen 1953 in Schwierigkeiten geraten war, als amerikanische Investoren einer britischen Filmgesellschaft seine wahre Identität herausbekamen. Die McCarthy-Ära, die der Auslöser für das Berufsverbot war, war bereits seit sieben Jahren Geschichte, bevor es Anfang der sechziger Jahre für Koch beruflich wieder aufwärtsging.
1967 zog Koch mit seiner Frau Anne in die Künstlerkolonie Birdcliffe in der Kleinstadt Woodstock um. Dort arbeitete er neben seinen Aufträgen für Film und Fernsehen mit dem ortsansässigen Birdcliffe Theatre zusammen.
1970 veröffentlichte Howard Koch ein Buch über die Entstehung, Sendung und teilweise panikartigen Auswirkungen des Hörspiels Invasion vom Mars am 30. Oktober 1938, die er als Hörspielverfasser des Radiosenders hautnah miterlebt hatte.
1975 schrieb Koch das Drehbuch für den Dokumentar-Spielfilm The Night That Panicked America (deutsche Fassung: Die Nacht, als die Marsmenschen Amerika angriffen) über das Thema.
2006 setzte die  Writers Guild of America (WGA) das Casablanca-Drehbuch auf Platz 1 der besten 101 Drehbücher aller Zeiten.

## Drehbücher (Auswahl)
- 1940: Goldschmuggel nach Virginia (Virginia City) – ungenannte Mitarbeit
- 1940: Das Geheimnis von Malampur (The Letter)
- 1940: Der Herr der sieben Meere (The Sea Hawk)
- 1941: Sergeant York
- 1942: Casablanca
- 1942: Ich will mein Leben leben (In this our life)
- 1943: Botschafter in Moskau (Mission to Moscow)
- 1945: Rhapsodie in Blau (Rhapsody in Blue)
- 1946: Drei Fremde (Three Strangers)
- 1948: Brief einer Unbekannten (Letter from an Unknown Woman)
- 1950: Mein Glück in deine Hände (No Sad Songs for Me)
- 1951: The 13th Letter
- 1960: Es geschah in diesem Sommer (The Greengage Summer)
- 1961: Wir alle sind verdammt (The War Lover)
- 1967: The Fox
- 1964: Kampfgeschwader 633 (633 Squadron)

## Werke
- The War of the Worlds. Hörspiel von H. G. Wells. Bearbeitung: Howard Koch. Regie: Orson Welles. Produktion: CBS, 1938, ISBN 3-89940-617-6
- Howard Koch: The Panic Broadcast – The Whole Story of the Night the Martians Landed – Orson Welles' Legendary Radio Show Invasion From Mars, Avon Books, New York 1970, ISBN 0-380-00501-8